# Bathyctena
Famille
Genre
Bathyctena est un genre de cténophores de l'ordre des Cydippida, le seul de la famille des Bathyctenidae. 

## Liste des espèces
Selon World Register of Marine Species (29 août 2019) :
- Bathyctena chuni (Moser, 1909)
- Bathyctena latipharyngea (Dawydoff, 1946)

## Publication originale
- (en) Dhugal J. Lindsay et Hiroshi Miyake, « A novel benthopelagic ctenophore from 7,217 m depth in theRyukyu Trench, Japan, with notes on the taxonomy of deep-sea cydippids », Plankton and Benthos Research, vol. 2, no 2,‎ 13 février 2007, p. 98–102 (ISSN 1880-8247 et 1882-627X, lire en ligne).